# Aedes avistylus
Aedes avistylus är en tvåvingeart som beskrevs av Steffen Lambert Brug 1939. Aedes avistylus ingår i släktet Aedes och familjen stickmyggor. Inga underarter finns listade i Catalogue of Life.